# Ultimate Kylie (DVD)
Ultimate Kylie ist eine DVD der australischen Sängerin Kylie Minogue, die gleichzeitig mit der Kompilation Ultimate Kylie veröffentlicht wurde.

## Inhalt und Hintergrund
Die DVD enthält alle Musikvideos in chronologischer Reihenfolge außer Giving You Up, das noch nicht veröffentlicht war. Sie enthält auch den Auftritt bei den BRIT Awards 2002, bei dem Minogue Can’t Get Blue Monday Out of My Head sang. Die DVD wurde in Dolby Digital 2.0 aufgenommen.

## Rezeption
Auf der Seite DVD365.net wurde die DVD positiv besprochen, es sei eine „exzellent präsentierte DVD“: „With so many artists taking the easy root and simply releasing concert footage onto DVD, it makes a welcome change to see such a comprehensive collection of promotional videos on a single disc.“ Die Bildqualität wurde aufgrund der technischen Veränderungen über die Dauer der Karriere Minogues hinweg als „dramatisch variierend“ beschrieben, gelobt wurde hingegen die Menüführung. Allerdings seien die Extras eher „hastig zusammengestellt“. The Guardian vergab 3 von 5 Sternen für die DVD. James Griffiths kritisierte ebenfalls die Extras der DVD. Er schrieb, die alten Videos aus der Ära Stock Aitken Waterman erschienen frischer als die „soft-porn fantasies and sci-fi shenanigans of the 1990s“.

## Titelliste
1. I Should Be So Lucky
2. Got to Be Certain
3. The Loco-Motion
4. Je Ne Sais Pas Pourquoi
5. Especially for You
6. Hand on Your Heart
7. Wouldn't Change a Thing
8. Never Too Late
9. Tears on My Pillow
10. Better the Devil You Know
11. Step Back in Time
12. What Do I Have to Do
13. Shocked
14. Give Me Just a Little More Time
15. Celebration
16. Confide in Me
17. Put Yourself in My Place
18. Where the Wild Roses Grow
19. Did It Again
20. Breathe
21. Spinning Around
22. On a Night Like This
23. Kids
24. Please Stay
25. Can’t Get You Out of My Head
26. In Your Eyes
27. Love at First Sight
28. Come into My World
29. Slow
30. Red Blooded Woman
31. Chocolate

Bonusmaterial
1. I Believe in You
2. Can’t Get Blue Monday Out of My Head (Live at Brit Awards 2002)